# Сен-Жермен-сюр-л'Арбрель
Сен-Жерме́н-сюр-л'Арбре́ль (фр. Saint-Germain-sur-l'Arbresle) — колишній муніципалітет у Франції, у регіоні Овернь-Рона-Альпи, департамент Рона. Населення — 2021 осіб (2011).
Муніципалітет розташований на відстані близько 380 км на південний схід від Парижа, 21 км на північний захід від Ліона.

## Історія
До 2015 року муніципалітет перебував у складі регіону Рона-Альпи. Від 1 січня 2016 року належить до нового об'єднаного регіону Овернь-Рона-Альпи.
1-1-2013 Сен-Жермен-сюр-л'Арбрель і Нюель було об'єднано в новий муніципалітет Сен-Жермен-Нюель.

## Демографія
Динаміка населення (INSEE ):
Розподіл населення за віком та статтю (2006):
| Стать | Всього | До 15 років | 15-24 | 25-44 | 45-64 | 65-85 | Понад 85 |
| --- | ------ | ----------- | ----- | ----- | ----- | ----- | -------- |
| Чоловіки | 642    | 177         | 63    | 168   | 193   | 37    | 4        |
| Жінки | 691    | 156         | 89    | 215   | 164   | 59    | 8        |
| \| Статево-вікова піраміда \| Статево-вікова піраміда \| Статево-вікова піраміда \| \| ----------------------- \| ----------------------- \| ----------------------- \| \| Чоловіки \| Вік \| Жінки \| \| 4 \| 85 + \| 8 \| \| 8 \| 80-84 \| 4 \| \| 8 \| 75-79 \| 17 \| \| 0 \| 70-74 \| 21 \| \| 21 \| 65-69 \| 17 \| \| 21 \| 60-64 \| 13 \| \| 46 \| 55-59 \| 46 \| \| 63 \| 50-54 \| 46 \| \| 63 \| 45-49 \| 59 \| \| 46 \| 40-44 \| 72 \| \| 59 \| 35-39 \| 76 \| \| 46 \| 30-34 \| 46 \| \| 17 \| 25-29 \| 21 \| \| 25 \| 20-24 \| 34 \| \| 38 \| 15-20 \| 55 \| \| 55 \| 10-14 \| 76 \| \| 67 \| 5-9 \| 46 \| \| 55 \| 0-4 \| 34 \| |        |             |       |       |       |       |          |
| Статево-вікова піраміда |        |             |       |       |       |       |          |
| Чоловіки | Вік    | Жінки       |       |       |       |       |          |
| 4 | 85 +   | 8           |       |       |       |       |          |
| 8 | 80-84  | 4           |       |       |       |       |          |
| 8 | 75-79  | 17          |       |       |       |       |          |
| 0 | 70-74  | 21          |       |       |       |       |          |
| 21 | 65-69  | 17          |       |       |       |       |          |
| 21 | 60-64  | 13          |       |       |       |       |          |
| 46 | 55-59  | 46          |       |       |       |       |          |
| 63 | 50-54  | 46          |       |       |       |       |          |
| 63 | 45-49  | 59          |       |       |       |       |          |
| 46 | 40-44  | 72          |       |       |       |       |          |
| 59 | 35-39  | 76          |       |       |       |       |          |
| 46 | 30-34  | 46          |       |       |       |       |          |
| 17 | 25-29  | 21          |       |       |       |       |          |
| 25 | 20-24  | 34          |       |       |       |       |          |
| 38 | 15-20  | 55          |       |       |       |       |          |
| 55 | 10-14  | 76          |       |       |       |       |          |
| 67 | 5-9    | 46          |       |       |       |       |          |
| 55 | 0-4    | 34          |       |       |       |       |          |

## Економіка
2010 року серед 876 осіб працездатного віку (15—64 років) 656 були активними, 220 — неактивними (показник активності 74,9%, у 1999 році було 74,6%). З 656 активних мешканців працювали 624 особи (319 чоловіків та 305 жінок), безробітними було 32 (14 чоловіків та 18 жінок). Серед 220 неактивних 96 осіб було учнями чи студентами, 82 — пенсіонерами, 42 були неактивними з інших причин.

У 2010 році в муніципалітеті числилось 488 оподаткованих домогосподарств, у яких проживали 1379,0 особи, медіана доходів виносила 24 172 євро на одного особоспоживача